# Самнер Пейн
Самнер Пейн (англ. Sumner Paine, нар. 13 травня 1868, Бостон, пом. 18 квітня 1904, Бостон) — американський стрілок, чемпіон літніх Олімпійських ігор 1896 в Атенах в стрільбі з довільного пістолета на 50 метрів та срібний призер в стрільбі з армійського пістолета на 25 метрів..

## Сім'я
Самнер Пейн був сином Чарльза Джексона Пейна, генерала Армії Федератів під час тривання громадянської війни в США та старшим братом Джона Пейна, стрілка та золотого призера літніх Олімпійських ігор 1896 року в стрільбі з армійського пістолета на 25 метрів.

## Освіта
Самнер, так само як і його брат навчався в Гарварді, перед тим як здобув ступінь в Університеті Колорадоської Школи Медицини. Пейн ніколи не працював за професією.

## Літні Олімпійські ігри 1896
У 1896 році, Самнер працював в Парижі, коли до нього приїхав його молодший брат і запропонував долучитись до нього і разом взяти участь у змаганнях зі стрільби в літніх Олімпійських іграх 1896, які відбувались в Атенах..
Самнер враз з братом приїхали на змагання з власними пістолетами і їм було дозволено взяти участь у двох конкуренціях, проте їх було дискваліфіковано зі змагань по стрільбі зі швидкісного пістолета через відсутність у них пістолета відповідного калібру.
Завдляки пістолетам марки Кольт, Самнер посів друге місце (380 балів) в стрільбі з армійського пістолета на 25 метрів попавши в 23 цілі. Перше місце дісталось його брату, Джону Пейну; третє місце посів грек Ніколаос Доракіс (205 балів).
Після отримання золота в стрільбі з армійського пістолета, Джон вирішив не брати участь в наступному змаганні, тому Самнер з легкістю посів перше місце в стрільбі з довільного пістолета на 50 метрів, отримавши таку саму кількість балів, як його брат Джон в попередньому змаганні (442 бали). Друге місце посів данець, Хольгер Нільсен (285 балів).

## Подальше життя
У 1901 році, Самнер застукав дружину в ліжку з коханцем, яким був вчитель музики їхньої доньки. Пейн вирішив вигнати його з дому, тому й вистрілив в нього 4 рази, жодного разу не попавши в коханця жінки. Його було затримано, проте після того як поліція вияснила хто він такий, справу було закрито аджеж Самнер не старався вбити того чоловіка.
Самнер помер у віці 35 років. Причиною смерті стала пневмонія.